# Ampelocissus imperialis
Ampelocissus imperialis är en vinväxtart som först beskrevs av Friedrich Anton Wilhelm Miquel, och fick sitt nu gällande namn av Jules Émile Planchon. Ampelocissus imperialis ingår i släktet Ampelocissus och familjen vinväxter. Inga underarter finns listade i Catalogue of Life.